# کوه اور
کوه اور (به انگلیسی: Hour Peak) یک کوه در کانادا است که در بریتیش کلمبیا واقع شده‌است. کوه اور ۲٬۳۲۹ متر بالاتر از سطح دریا واقع شده‌است.